# Crorema euproctoides
Crorema euproctoides är en fjärilsart som beskrevs av Erich Martin Hering 1926. Crorema euproctoides ingår i släktet Crorema och familjen tofsspinnare. Inga underarter finns listade i Catalogue of Life.